# Nemicolopterus
Nemicolopterus (zhruba "křídlo, sídlící v lese") byl rod pterodaktyloidního ptakoještěra, který žil v období spodní křídy (asi před 120 miliony let) na území dnešní Číny (jako součást takzvaného ekosystému Jehol).
Jediný známý druh N. crypticus byl formálně popsán v roce 2008 ze sedimentů souvrství Jiufotang. Zajímavostí je, že se jedná o dosud nejmenšího známého pterosaura, jehož rozpětí křídel nedosahovalo ani 25 cm. Je však možné, že šlo o mládě nějakého jiného druhu pterosaura (navrhován byl například Sinopterus). Četné adaptace na kostře nasvědčují tomu, že tento drobný pterosaur byl dobře uzpůsobený k lezení po stromech a životu v lesnatém prostředí.